# アルフィー・ディヴァイン
アルフィー・ディヴァイン（Alfie Devine, 2004年8月1日 - ）は、イングランド・ウォリントン出身のサッカー選手。ベルギー・ファースト・ディビジョンA・KVCウェステルロー所属。ポジションはMF。

## 経歴
2021年1月10日に行われたFAカップ3回戦のマリンFC戦で後半開始からムサ・シソコに代わって出場し、トッテナム・ホットスパーFCのトップチームデビューをクラブ最年少記録で果たす。60分にはゴールを決め、16歳と163日でクラブ史上最年少得点記録も塗り替えた。
2023年8月25日、2023-24シーズンはEFLリーグ1のポート・ヴェイルFCへレンタル移籍することが決定した。